# Хитрово (Долгоруковский район)
Хи́трово — деревня Грызловского сельского поселения Долгоруковского района Липецкой области.

## География
Деревня Хитрово находится в северной части Долгоруковского района, в 16 км к северу от села Долгоруково. Располагается на левом берегу реки Свишня. С севера к Хитрово примыкает деревня Котово.

## История
Деревня Хитрово основана в начале XVIII века. Впервые упоминается в переписных книгах Елецкого уезда 1716 года как «стана Засосенского деревня Хитрая». Отмечается в «Экономических примечаниях Елецкого уезда» 1778 года. Название — по фамилии Хитров.
В «Списке населенных мест» Орловской губернии 1866 года, упоминается как «деревня казённая Хитрая при реке Свишня, 60 дворов, 549 жителей, три мельницы, маслобойня».
В 1880 году в Хитрово отмечено 107 дворов, 714 жителей, школа. В 1932 году — 680 жителей.
В 1911 году деревня Хитрая значится в приходе Богоявленской церкви села Свишни.
До 1928 года Хитрово в составе Стегаловской волости Елецкого уезда Орловской губернии. В 1928 году вошла в состав Долгоруковского района Елецкого округа Центрально-Чернозёмной области. После разделения ЦЧО в 1934 году Долгоруковский район вошёл в состав Воронежской, в 1935 — Курской, а в 1939 году — Орловской области. С 6 января 1954 года в составе Долгоруковского района Липецкой области.

## Население
| 2010 |
| ---- |
| 35   |

## Транспорт
Хитрово связана грунтовой дорогой с деревней Котово, сёлами Грызлово и Свишни.